# Šilka
La Šilka è un fiume della Russia siberiana orientale (Territorio della Transbajkalia), ramo sorgentifero di sinistra dell'Amur.
Nasce alcune decine di chilometri a monte della città omonima dalla confluenza dell'Onon e della Ingoda; scorre in una valle larga e profonda compresa fra le catene montuose dei monti Borščovočnyj a sud-est, dei monti Čerskij e degli Olëkminskij Stanovik a nord-ovest, mantenendo direzione mediamente nord-orientale fino alla confluenza con l'Argun' allorché origina l'Amur.
A causa della strettezza della valle, non riceve molti affluenti di rilievo: eccettuati i due rami sorgentiferi, il maggiore è la Nerča, confluente da sinistra, seguono la Kuėnga e la Čërnaja; l'unica città di un certo rilievo bagnata dal fiume è Sretensk; la città omonima sorge in realtà a breve distanza dal corso del fiume, così come altri insediamenti di una certa importanza locale come Nerčinsk e Mogoča.
La Šilka è gelata, in media, dalla fine di ottobre alla fine di aprile o alla prima metà di maggio, periodo alla fine del quale si toccano i minimi annuali di portata; l'estate, da giugno ad agosto, è il periodo delle piene.